# Смикр (мифология)
Смикр (Смикрос, Смикрон) — в древнегреческой мифологии милетец, сын Демокла, отец Бранха. По рассказу Конона, Смикр — сын дельфийца Демокла. Отправляясь по делам в Милет, отец взял с собой 13-летнего мальчика, но, уезжая, по забывчивости оставил его в городе. Сын милетца Эрифарса, который пас коз, нашёл его и привёл к своему отцу, и Эрифарс взял Смикра себе в дом. Когда оба мальчика-пастуха боролись за пойманного лебедя со своими сверстниками, появлялась Левкофея (по латинским авторам, в лебедя превращалась сама Левкофея) и сообщала милетцам, чтобы они учредили состязание мальчиков.
Позже Смикр женился на дочери знатного милетца (по латинским авторам, дочери своего хозяина), которая увидела во сне, как солнце проникает ей через горло в тело, и рождала сына Бранха.
Несколько иной вариант передают латинские авторы: в нём имена искажены, а Клос (Демокл) назван царём. С милетским состязанием мальчиков связан эпитет Аполлона Филесия.